# Pomezí
Pomezí é uma comuna checa localizada na região de Pardubice, distrito de Svitavy.